# Čemernica (arheološko nalazište)
Čemernica, arheološko nalazište u iznad zaselka Grčići u Prisoju, na području općine Dicma, zaštićeno kulturno dobro.

## Opis dobra
Arheološko nalazište Čemernica – prapovijesna gradina i gomila nalazi se na eponimnom brdu iznad zaselka Grčići u Prisoju, na području Općine Dicmo. Gradina i gomila na Čemernici nisu arheološki istraživane. Gomila je najcvjerojatnije prapovijesni grobni tumul. Južno od gomile, udaljena oko 190 metara, nalazi se prapovijesna gradina. Na prostoru između gradine i gomile pretpostavlja se postojanje prapovijesnog podgradinskog naselja. Gradina je podignuta na istaknutom strateškom položaju s kojeg se mogao nadzirati važan prapovijesni put koji je povezivao gradinska naselja na priobalju s unutrašnjošću Dalmacije.

## Zaštita
Pod oznakom Z-5509 zavedeno je kao nepokretno kulturno dobro – pojedinačno, pravna statusa zaštićena kulturnog dobra, klasificirano kao "arheološka baština".